# Francisco Varela
Francisco Javier Varela García (Santiago, 7 de septiembre de 1946 - París, 28 de mayo de 2001) fue un biólogo y filósofo chileno, investigador en el ámbito de las neurociencias, las ciencias cognitivas y la filosofía de la mente. Junto con su profesor Humberto Maturana, es conocido por introducir el concepto de autopoiesis en la biología, y por cofundar el Mind and Life Institute, institución encargada de promover el diálogo entre la ciencia y el budismo.
Fue una figura relevante en el campo de la neurociencia cognitiva y un pionero en la investigación sobre la cognición temporal, donde exploró cómo los procesos cognitivos están profundamente enraizados en las interacciones del cuerpo con el entorno. Además, abrió vías exploratorias a través de lo que denominó la neurofenomenología, donde se advierte la influencia de Maurice Merleau-Pont. 

## Biografía

### Estudios
Cursó la educación básica en el Colegio del Verbo Divino y comenzó sus estudios superiores en Chile en la Escuela de Medicina de la Pontificia Universidad Católica de Chile (1964-1966) donde después de haber cursado los primeros años en la carrera de medicina se cambió a la Licenciatura en Ciencias con mención Biología en la Facultad de Ciencias de la Universidad de Chile (1965-1967), de la cual fue alumno fundador. A finales del año 1967, Varela recibió una beca doctoral con la que realizó estudios de postgrado en la Universidad Harvard, doctorándose a la edad de 24 años con la tesis Insect Retinas: Information processing in the compound eye, bajo la dirección de Keith R. Porter y Torsten Wiesel, quien en 1981 sería galardonado con un Premio Nobel de Fisiología por sus estudios sobre el sistema visual.
Como parte de su formación inicial, estudió Licenciatura en Filosofía en el Instituto Pedagógico de la Universidad de Chile; allí, recibió la influencia del filósofo chileno-español Francisco Soler Grima (Véase su libro El fenómeno de la vida, Ed. Dolmen, Santiago de Chile, 2000, pp. 423 s.). Además, realizó lecturas guiadas por Roberto Torretti en el Centro de Estudios Humanísticos de la Escuela de Ingeniería de la Universidad de Chile en 1965.En 1994, recibió la Beca Guggenheim, lo que le permitió continuar su investigación en neurociencia y filosofía.

### Carrera

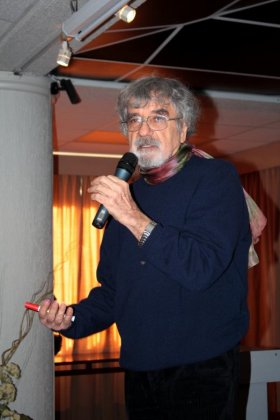
Humberto Maturana, supervisor de Francisco Varela y con quien trabajó en el concepto de la autopoiesis.

Su interés fundamental fue explorar las características de la vida y las bases biológicas del conocimiento, lo que lo llevó a investigar los fenómenos cognitivos y a interesarse principalmente por el fenómeno de la conciencia. Realizó aportes a la comprensión de la epilepsia y se internó en las fronteras de las neurociencias y de la psicología cognitiva. 
En 1970, el Dr. Varela se une a la Facultad de Ciencias de la Universidad de Chile, con el cargo de Profesor Titular. Durante este periodo y en colaboración con Humberto Maturana, avanzó en el desarrollo teórico de los conceptos de autoorganización y redes de neuronas. En diciembre de 1973, acepta un cargo de profesor en la Escuela de Medicina de la Universidad de Colorado, trabajando en la integración sensorial-motora. Publica un primer libro sobre sus desarrollos teóricos:  "Principles of Biological Autonomy”
Uno de sus principales aportes es el trabajo realizado con Humberto Maturana, del que nació la teoría de la autopoiesis, que define a los seres vivos como organismos autónomos, en el sentido de que son capaces de producir sus propios componentes y que están determinados fundamentalmente por sus relaciones internas, como un sistema  homeostático. Más precisamente, el ser vivo es una unidad autopoiética que puede definirse: 

«como una red de procesos de producción (transformación y destrucción) de componentes que: (i) a través de sus interacciones y transformaciones continuamente regeneran y realizan la red de procesos (las relaciones) que los han producido, y (ii) la constituyen (la máquina) como una unidad concreta en el espacio en el que ellos (los componentes) existen»
Maturana y Varela, De máquinas y seres vivos

  Esta teoría ha tenido gran relevancia en una amplia variedad de campos, desde la Teoría de sistemas hasta la sociología o la psicología.
Más tarde, dentro de su interés por el fenómeno de la conciencia, Varela comienza el estudio de los mecanismos neuronales asociados a los fenómenos conscientes, en que investiga la sincronía de la actividad neuronal y su relación con la percepción y los estados de conciencia.
Varela se interesó en desarrollar una metodología para la investigación de estos fenómenos, que denomina neurofenomenología, donde intenta conciliar la mirada científica con la experiencia vital. Su enfoque se inspira en la fenomenología de Edmund Husserl, continuada por su discípulo Maurice Merleau-Ponty. Sin embargo, más importante es al respecto el acercamiento que realiza Varela a disciplinas de conocimiento oriental, como el budismo, la que practicó en el transcurso de su vida, y con la que intentó generar un diálogo científico.
La neurofenomenología de Varela plantea que las sensaciones que el ser humano experimenta en la vida cotidiana no activan una determinada zona en el cerebro como región única, que se corresponda con el tipo de sensación que se experimenta, sino que, al momento de tener una experiencia determinada, distintas zonas del cerebro son estimuladas formando un patrón único que se corresponde con la experiencia irrepetible. Esto cambia radicalmente la concepción tradicional de regionalidad, con puntos e intersecciones únicas del plano espacial. Esto en la neurofenomenología de Varela se conoce como "bloqueo en fase" y es la manera en que aquí se concibe la regionalidad cerebral y su relación simultánea de coordenadas espaciales en una coordenada temporal única y fugaz que dura solo el tiempo que el cerebro necesita para procesar la impresión a la cual se enfrenta.
A su muerte, era Director de Investigación del Centro Nacional de Investigaciones Científicas (CNRS) en el Laboratorio de Neurociencias Cognitivas e Imágenes Cerebrales (abreviado LENA en francés) de París. Fue un miembro de la Academia de Ciencias de Chile y reconocido internacionalmente por sus contribuciones a la neurociencia y la filosofía de la mente.
Sus cenizas descansan en el pueblo de Montegrande en el Valle de Elqui, en el Patio de Las Higueras, un sector de la hacienda que fue de su abuelo, Luis Felipe Varela Pinto.

## Publicaciones destacadas
- 1973 - De máquinas y seres vivos: Una teoría sobre la organización biológica (con Humberto Maturana). Editorial Universitaria, Santiago de Chile (revisada en 1995 con un prefacio). En esta publicación se avanza la teoría de la autopoiesis.
- 1985 - El árbol del conocimiento: Las bases biológicas del entendimiento humano (con Humberto Maturana). Editorial Universitaria, Santiago. Continuación más elaborada del libro anterior.
- 1988 - Connaître: Les Sciences Cognitives, tendances et perspectives. (En español Conocer: Las Ciencias Cognitivas, tendencias y perspectivas (Gedisa Editorial)) Editions du Seuil, París.
- 1992 - The embodied mind. Cognitive Science and Human Experience, coescrita con Evan Thompson y Eleanor Rosch (En español De cuerpo presente Editorial Gedisa, Barcelona 1992)
- 1996 - Ética y Acción. Editorial Dolmen, Santiago de Chile.
- 1997 - Un puente para dos miradas. Conversaciones con el Dalai Lama sobre las ciencias de la mente Editada con Jeremy Hayward. Editorial Dolmen, Santiago de Chile.
- 1999 - Dormir, Soñar, Morir. Nuevas conversaciones con el Dalai Lama. Editorial Dolmen, Santiago de Chile.
- 2000 - El Fenómeno de la Vida. Editorial Dolmen, Santiago de Chile.

## Obra sobre Francisco Varela
- 2018: Mejía Fernández, Ricardo - El giro fenomenológico en las neurociencias cognitivas: de Francisco Varela a Shaun Gallagher". University of Memphis.
- 2006: Vivir, soñar y morir: la travesía de Francisco Varela (documental dirigido por Gonzalo Argandoña)[13]

## Homenajes póstumos
En 2013 fue inaugurado el Colegio Francisco Varela de la comuna de Peñalolén, una institución educativa privada y la primera de orientación religiosa budista de Chile.